# Gilvossius tyrrhenus
Gilvossius tyrrhenus (anteriormente Pestarella tyrrhena) es una especie de crustáceo Thalassinidea (camarón fantasma o camarón del barro) que crece hasta una longitud de 70 mm (2,8 pulgadas). Vive en madrigueras en partes arenosas poco profundas del lecho marino en el Mar Mediterráneo y el Océano Atlántico norte. Es el Thalassinidea más común en el Mediterráneo, y ha sido utilizado como cebo por los pescadores durante al menos 200 años.

## Descripción
G. tyrrhenus es un crustáceo pequeño, de hasta 70 milímetros (2,8 pulgadas) de largo, con un exoesqueleto blando aparte de dos garras grandes y desiguales. Es blanquecino o gris verdoso, con manchas rosas o azules. Debido a su estilo de vida excavador, G. tyrrhenus tiene ojos pequeños en tallos cortos, y sus maxilípedos pueden formar un opérculo; el telson es muy corto y el rostro está casi completamente ausente.
El desarrollo larvario es rápido y comprende pocos estadios. Los huevos eclosionan en una etapa zoeal, que es seguida por una segunda zoea y luego un estadio de megalopa antes de la edad adulta. Este rápido desarrollo permite que las larvas se establezcan en su hábitat adulto de sustratos fangosos relativamente tranquilos, antes de que hayan viajado demasiado lejos como larvas planctónicas. El desarrollo de las larvas se ve retrasado por las bajas salinidades y ayudado por las temperaturas más cálidas, lo que da a G. tyrrhenus una estación reproductiva más corta en el norte de su área de distribución que en el sur.

## Distribución y ecología
G. tyrrhenus se describió por primera vez en el mar Tirreno, y se encuentra en todo el Mediterráneo y en el océano Atlántico desde Mauritania y las islas Canarias al norte de Irlanda, en el Kattegat y en el Mar del Norte hasta el sur de Noruega. Las especies relacionadas se encuentran en el Mar Negro, y G. tyrrhenus evita las aguas de baja salinidad, como los estuarios y el Mar Báltico.
Las madrigueras de G. tyrrhenus pueden tener hasta 62 centímetros (24 pulgadas ) de profundidad. Comprenden un eje central en espiral de hasta 20 mm de ancho, con uno o más ejes superficiales en forma de U (hasta 11 mm o 0,43 de ancho) que conducen a la superficie del sedimento donde emergen como agujeros o depresiones en forma de embudo. Estos pozos pueden estar unidos por secciones adicionales, y se encuentran varias cámaras laterales llenas de pastos marinos. El volumen total de la madriguera puede alcanzar los 300 mililitros (11 onzas líquidas imp; 10 onzas líquidas estadounidenses). Continuamente se abren nuevos túneles y se rellenan los viejos. G. tyrrhenus se alimenta directamente del sedimento, y recibe nutrición de los escombros recolectados en las cámaras de escombros, así como de las foraminíferos y algas que viven en las paredes de la madriguera. La actividad de G. tyrrhenus hace que las paredes de la madriguera se enriquezcan con tres veces el número ambiental de nematodos y más de 100 veces el número de foraminíferos en los sedimentos circundantes.
G. tyrrhenus es parasitado por el isópodo Ione thoracica y el percebe Parthenopea subterranea.